# اسکی مارپیچ بزرگ

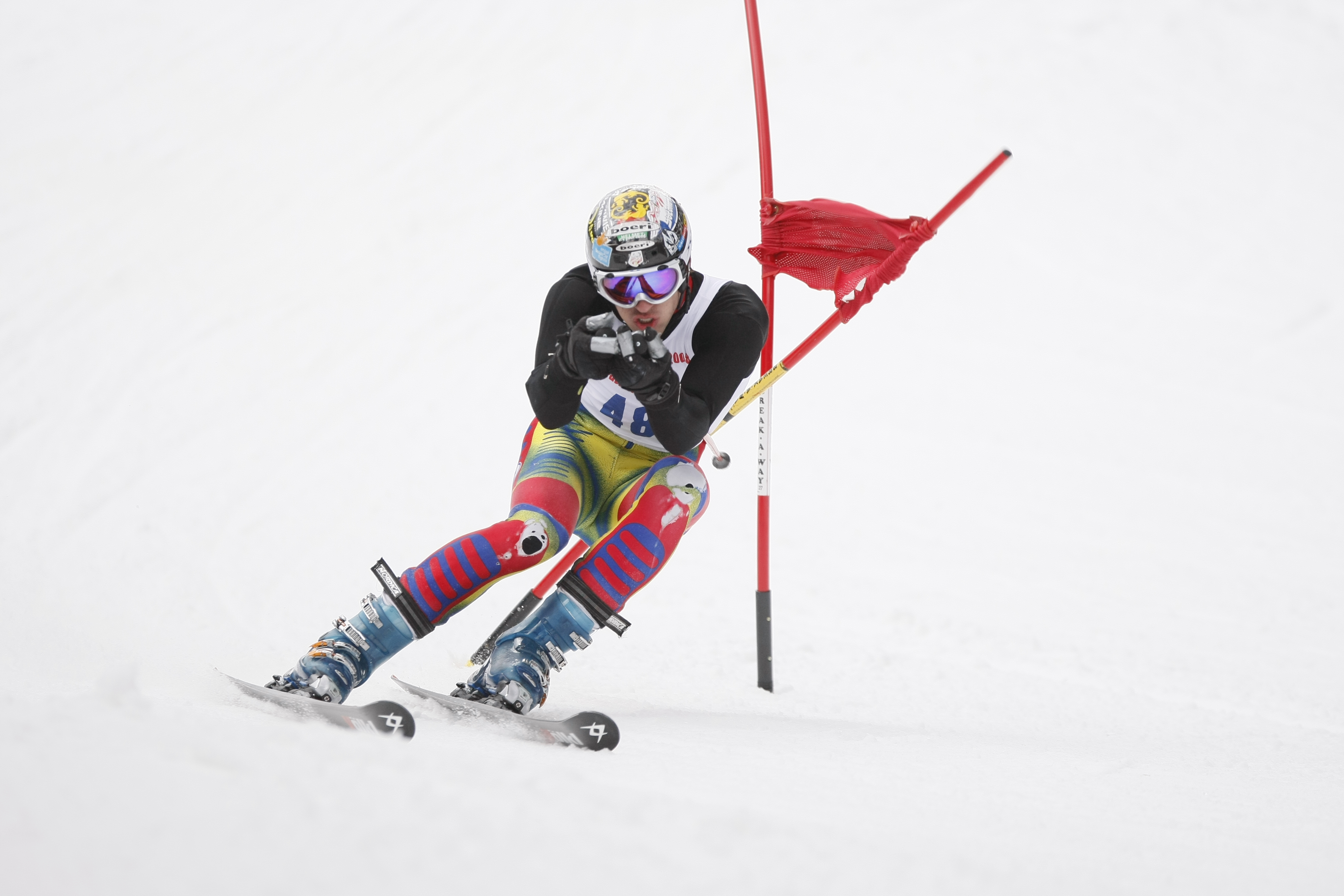
اسکی‌بازی در حال گذشتن از یک دروازه در مارپیچ بزرگ

اسکی مارپیچ بزرگ یا اسلالوم ژه‌آن (به فرانسوی: Slalom géant) یکی از رشته‌های ورزشی اسکی آلپاین است.
اسکی مارپیچ بزرگ نوعی اسکی است که چوب‌اسکی (برف‌سُره) آن به طول ۱۸۶ سانتی‌متر برای آقایان و ۱۷۶ سانتی‌متر برای خانم‌ها است که در مسابقات مارپیچ بزرگ از آن استفاده می‌شود.
طول مسیر این رشته از مارپیچ کوچک بیشتر است و دروازه‌های آن نیز پهن‌تر و پیچ‌های آن بازتر است. در هر مسابقه هر اسکی‌باز دو مسیر مختلف را می‌پیماید و کسی که مجموع زمانش کم‌تر از دیگران باشد برنده است.
فاصله بین دروازه‌ها بر حسب redus مانند پیچ‌های اسلالوم SL انجام می‌شوند که نزدیک به ۳۵ متر می‌باشد.
در مارپیچ بزرگ GS کل بدن درگیر بوده و تقریباً حالت بشین‌پاشو دارد.